# 8249 Gershwin
8249 Gershwin (1980 GG) là một tiểu hành tinh vành đai chính được phát hiện ngày 13 tháng 4 năm 1980 bởi A. Mrkos ở Klet.